# Isaiah Roby
Isaiah Roby (Dixon, Illinois; 3 de febrero de 1998) es un baloncestista estadounidense que pertenece a la plantilla del ratiopharm Ulm de la Basketball Bundesliga. Con 2,03 metros de estatura, ocupa la posición de alero.

## Trayectoria deportiva

### Universidad
Jugó tres temporadas con los Cornhuskers de la Universidad de Nebraska, en las que promedió 8,1 puntos, 5,5 rebotes, 1,6 tapones y 1,5 asistencias por partido.

#### Estadísticas
| Año     | Equipo   | PJ | PT | MPP  | %TC  | %3P  | %TL  | RPP | APP | ROB | TPP | PPP  |
| ------- | -------- | -- | -- | ---- | ---- | ---- | ---- | --- | --- | --- | --- | ---- |
| 2016–17 | Nebraska | 30 | 4  | 15.2 | .394 | .200 | .762 | 2.9 | .7  | .5  | .8  | 3.1  |
| 2017–18 | Nebraska | 32 | 13 | 24.0 | .565 | .405 | .724 | 6.3 | 1.7 | .6  | 2.0 | 8.7  |
| 2018–19 | Nebraska | 35 | 35 | 31.2 | .454 | .333 | .677 | 6.9 | 1.9 | 1.3 | 1.9 | 11.8 |
| Total   | Total    | 97 | 52 | 23.9 | .476 | .336 | .702 | 5.5 | 1.5 | .8  | 1.6 | 8.1  |

### Profesional
Fue elegido en la cuadragésimo quinta posición del Draft de la NBA de 2019 por Detroit Pistons, pero posteriormente fue traspasado a Dallas Mavericks.
Tras no contar para el primer equipo de Dallas, jugó un tiempo con el filial de la G-League, los Texas Legends antes de ser traspasado, el 24 de enero de 2020, a Oklahoma City Thunder, a cambio de Justin Patton. Debutó en la NBA con los Thunder el 29 de enero ante Sacramento Kings, disputando un total de 3 encuentros esa temporada, en los que no llegó a anotar.
En su segunda temporada en Oklahoma disputó 61 encuentros, 34 de ellos como titular, anotando 19 puntos ante Orlando Magic el 29 de diciembre de 2021. El 16 de febrero de 2021 registró el primer doble-doble de su carrera, con 11 puntos y 10 rebotes ante Portland Trail Blazers. Repitiendo ante Toronto con 17 puntos y 10 rebotes el 31 de marzo.
En su tercer año disputó 45 encuentros, 28 como titular, con un promedio anotador de 10,1 puntos por partido, alcanzando los 26 puntos ante Denver Nuggets y los 30 ante Portland, el 28 de marzo de 2022.
Tras tres temporadas en Oklahoma, el 3 de julio de 2022 es cortado por los Thunder, pero el 5 de julio es reclamado por San Antonio Spurs. Debuta con San Antonio el 19 de octubre anotando cinco puntos ante Charlotte Hornets. El 3 de marzo de 2023, tras 42 encuentros, 2 de ellos como titular, es cortado por los Spurs. El 9 de abril firma con New York Knicks, pero no llega a debutar esa temporada con los Knicks y antes del comienzo de la siguiente, el 18 de octubre, es cortado. El 9 de noviembre fue incluido en la lista de la noche inaugural de su filial, los Westchester Knicks.
El 19 de julio fichó por el ratiopharm Ulm de la Basketball Bundesliga.

## Estadísticas de su carrera en la NBA

### Temporada regular
| Año     | Equipo        | PJ  | PT | MPP  | %TC  | %3P  | %TL  | RPP | APP | ROB | TPP | PPP  |
| ------- | ------------- | --- | -- | ---- | ---- | ---- | ---- | --- | --- | --- | --- | ---- |
| 2019-20 | Oklahoma City | 3   | 0  | 3.7  | .000 | .000 | .000 | .7  | .0  | .0  | .0  | 0.0  |
| 2020-21 | Oklahoma City | 61  | 34 | 23.4 | .483 | .294 | .744 | 5.6 | 1.8 | .9  | .6  | 8.7  |
| 2021-22 | Oklahoma City | 45  | 28 | 21.1 | .514 | .444 | .672 | 4.8 | 1.6 | .8  | .8  | 10.1 |
| 2022-23 | San Antonio   | 42  | 2  | 11.3 | .432 | .300 | .488 | 2.5 | .9  | .4  | .2  | 4.1  |
| Total   | Total         | 151 | 64 | 18.9 | .485 | .351 | .675 | 4.4 | 1.4 | .7  | .5  | 7.7  |